# Jan Bjergskov Larsen
Jan Bjergskov Larsen (født 16. december 1965) er midlertidig stedfortræder i Folketinget for Socialistisk Folkeparti i Sjællands Storkreds, vikarierende for Jacob Mark der i november 2021 tog sygeorlov grundet stress og synsproblemer.

## Opvækst, uddannelse og arbejde
Jan Bjergskov Larsen er opvokset på en gård i nærheden af Nakskov. Han aftjente værnepligt og var yderligere tre i militæret. Derefter tog han HF i København og begyndte at studere økonomi på Københavns Universitet, mens levede af et job på et tilbud for unge som ikke havde afsluttet folkeskolen. Det fik ham til at ville være lærer i stedet. Læreruddannelsen blev afbrudt af en orlov fordi han fulgte med sin kone på et forskningsophold i USA, så han fik først sin første fastansættelse som 35-årig på en skole i Taastrup. Efter tre år blev han skoleleder i Roskilde. Efter tre år som skoleleder blev Larsen konsulent i KL hvor han var i fire år. Herefter blev han skoleleder på Fløng Skole i Høje-Taastrup Kommune hvor han var til han blev afskediget i november 2019. Han havde forinden købt sig ind i et vinimportfirma hvor han efter fyringen begyndte at arbejde aktivt, så han er nu selvstændig vinimportør. I september 2023 blev Jan Bjergskov Larsen ansat som skoleleder ved FGU Skolen Øst, Roskilde Lejre.

## Politisk karriere
Jan Bjergskov Larsen blev valgt til byrådet i Roskilde Kommune i 2009 og sad i byrådet for SF til udgangen af 2013. Han stillede op til folketingsvalget 2019 hvor han var tæt på at blive valgt, men ikke kom i Folketinget. Men var blev midlertidig stedfortræder da Jacob Mark måtte gå på sygeorlov i november 2021. Vikariatet varede til 6. juni hvor Jacob Mark blev raskmeldt. Larsen har besluttet ikke at opstille igen til Folketinget.